# 君がいなくちゃ
「君がいなくちゃ」は、佐野元春 & THE COYOTE BANDの11作目の配信限定シングル。2015年3月4日にDaisy Musicから配信された。

## 収録曲
- 作詞・作曲：佐野元春

1. 君がいなくちゃ
発売前から2014年の全国ツアーでいち早く披露され、ファンの間では強く製品化が待望されていた曲[2]。
Daisy Musicの公式サイトのライナーノーツで「『君がいなくちゃ...』という印象的なリフレインが魅力的なラブ・ソングで、思わずくちずさみたくなるような極上のメロディをもったポップ・チューン」「全世代に贈る、普遍的な愛の唄」と説明されている[2]。
この曲を書いたのは佐野が16歳の頃であり、当時通っていた立教高校の学生寮で瞬く間に大ヒットし、曲のコピーを希望する声が殺到。そのテープを持って香川県高松市に転校した人物が地元のメディアに紹介し、高松市ではちょっとしたローカル・ヒットとなったという[3]。このことからDaisy Musicの公式サイトのライナーノーツで「時と場所を超えて歌い継がれる伝承歌=フォークソングのように、この曲『君がいなくちゃ』は、誰かに歌い継ぎたくなるような不思議な魅力があるのかもしれない」と評されている[2]。
インタビューで佐野が語ったところによると「情けない週末」「Do What You Like (勝手にしなよ)」「グッドバイからはじめよう」なども同時期に書いたという[4][5]。
前述の学生の影響で、香川県高松市出身のギタリスト小倉博和にも正式に発売される前からこの曲の事が知れ渡っており、自身が2010年10月に高松市で開催した瀬戸内国際芸術祭公式コンサート「Song in Blue　MUSIC BLUE CONCERT in マザーポート高松」の中でこの曲を演奏し、その映像をYouTubeに公開している。なお、この動画を見て分かるように、学生時代のバージョンでは発売されたバージョンと歌詞やメロディがやや異なっている事が窺えている[3]。佐野自身も正式な発売にあたり「今のポップ・ソングとして誰にでも響くように」という理由で歌詞を付け加えた事を語っている[5]。
桑田佳祐はこの曲を絶賛しており、自身のラジオ番組「桑田佳祐のやさしい夜遊び」内の企画『桑田佳祐が選ぶ2015年邦楽シングルBEST20』でこの曲を3位にしている[6]。このことは佐野本人も承知しており、「ありがとう、桑田君」といったコメントを残している[7]。
iTunesロックチャートでは初登場で4位になり[8]、のちに1位を獲得している[1]。